# Kommandant der Seeverteidigung Kirkenes

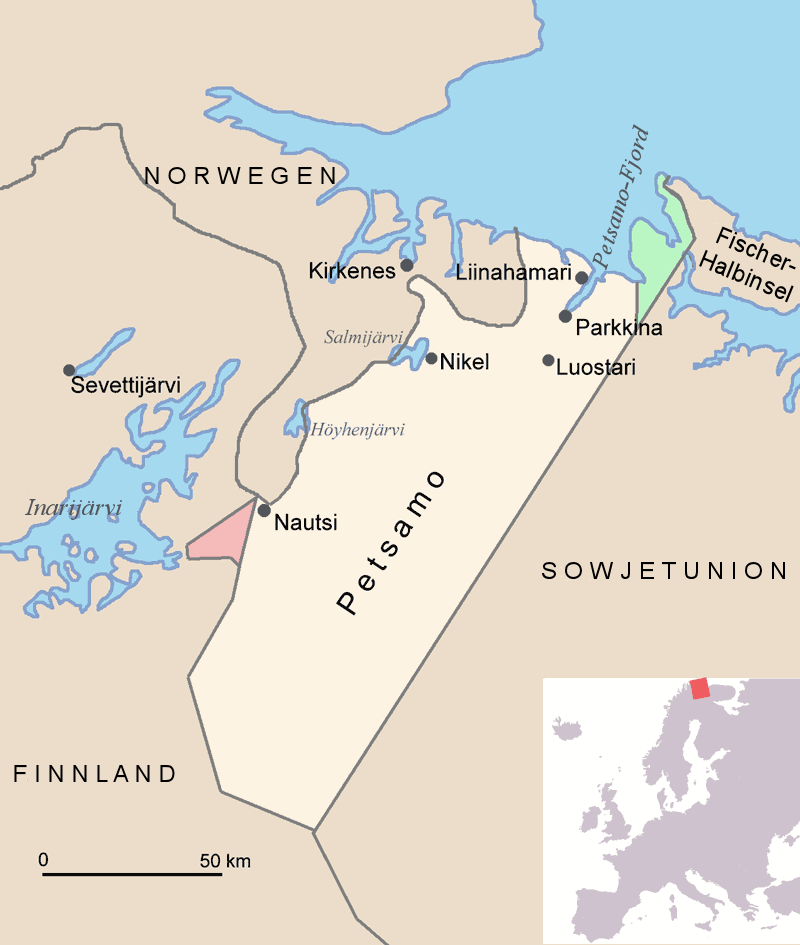
Das finnische Petsamo-Gebiet und die daran anschließende norwegische Küste mit Kirkenes

Der Kommandant der Seeverteidigung Kirkenes, kurz Seekommandant Kirkenes, war ein regionaler Küstenbefehlshaber der deutschen Kriegsmarine im Zweiten Weltkrieg.

## Geschichte
Nach der deutschen Besetzung Norwegens im Juli 1940 richtete die Kriegsmarine die Dienststelle des Hafenkapitäns Kirkenes ein, die dem Seekommandanten Tromsö unterstand. Im März 1941 wurde aus dessen Bereich die neu aufgestellte Seekommandantur Kirkenes herausgelöst, die dem Admiral der norwegischen Polarküste unterstellt wurde. Ihr Befehlsbereich erstreckte sich zunächst von der Grenze zwischen Finnland und Russland bis zum Porsangerfjord in Norwegen. Er umfasste sowohl norwegisches Gebiet als auch Petsamo, den eisfreien Zugang Finnlands zum Nordmeer.

Der deutsche Rückzug aus dem nördlichen Finnland und Norwegen 1944/45

Im März 1942 wurde wiederum das Gebiet zwischen Porsangerfjord und Laksefjord mit Nordkyn als Grenzpunkt herausgelöst, um die neue Seekommandantur Hammerfest zu bilden. Beim deutschen Rückzug wurde das gesamte Gebiet aufgegeben und die Dienststelle im Dezember 1944 aufgelöst.

## Unterstellte Dienststellen und Verbände
Dem Seekommandanten waren folgende Verbände und Dienststellen unterstellt:
- Hafenkapitän Kirkenes
- Hafenkapitän Vardø, ab August 1944 zugleich Festungs- und Inselkommandant
- Hafenkapitän/-kommandant Petsamo (bis Oktober 1944)
- Marineartillerieabteilung 513 (Raum Vardø, im Oktober 1944 aufgelöst)

- Marineartillerieabteilung 517 (Petsamofjord, im Oktober 1944 aufgelöst)
- Hafenschutzflottille Kirkenes, im Juli 1944 in 67. Vorpostenflottille umbenannt und dem 1. Küstensicherungsverband unterstellt
- 5. Landungsflottille (ab Juli 1944 im Bereich Kirkenes neu aufgestellt, im November 1944 nach Tromsö für die Evakuierung Norwegens verlegt und dem Seekommandant Tromsö unterstellt)
- Marineartilleriezeugamt Kirkenes, ab 1943 Marineartilleriearsenal Kirkenes
- Marineausrüstungsstelle Kirkenes

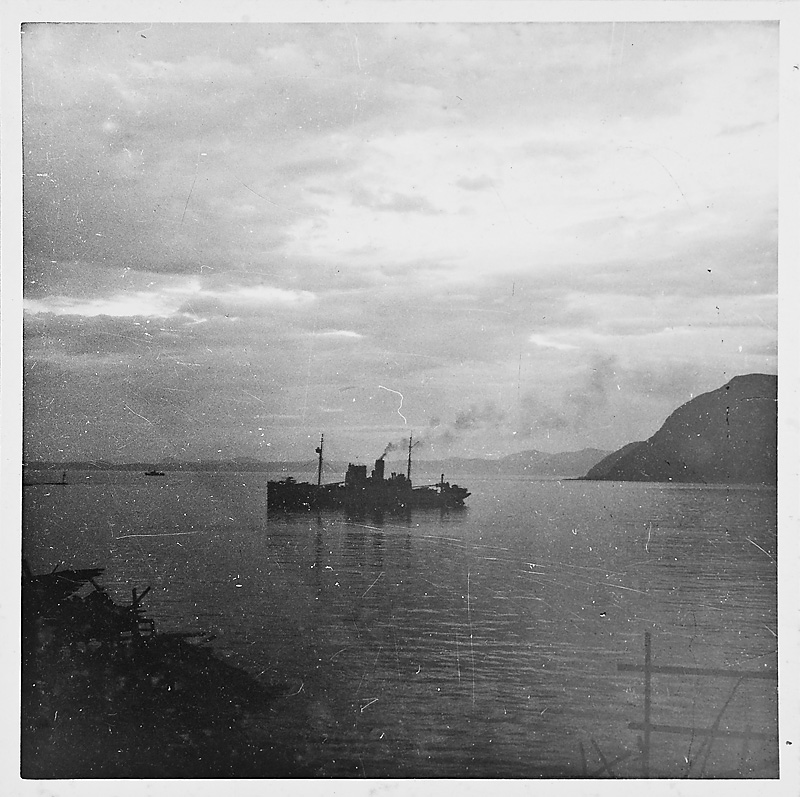
Minenräumschiff Bali, Juli 1942

Wegen der atmosphärischen Störungen im Funkverkehr wurde im September 1944 der zuvor dem Kommandierenden Admiral Polarküste unterstehende 1. Küstensicherungsverband dem Seekommandanten Kirkenes unterstellt:
- 61. Vorpostenflottille
- 67. Vorpostenflottille
- 5. Minensuchflottille
- 7. Räumbootsflottille
- 21. Räumbootsflottille
- 12. U-Bootjagdflottille
- Kanonenboote K 1 und K 3
- Minenräumschiff Bali
- Werkstattschiff Südmeer

## Nicht unterstellte Verbände und Dienststellen im Bereich Kirkenes

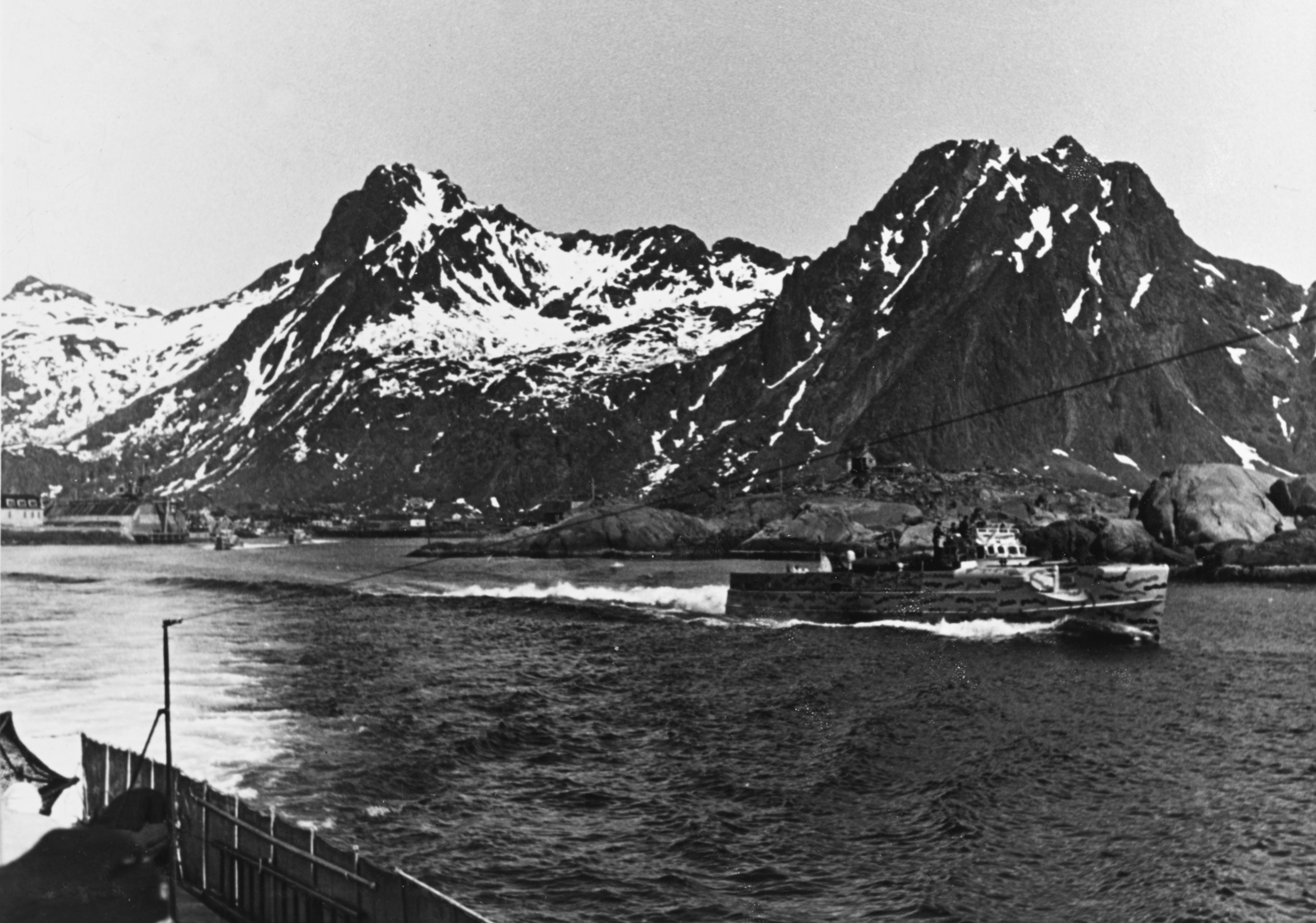
Deutsche Schnellboote beim Auslaufen aus Kirkenes

Die 8. Schnellboot-Flottille war im Bereich des Seekommandanten Kirkenes mit einer Unterbrechung von Juli bis November 1942 eingesetzt. Ihr Begleitschiff Tanga war in Kirkenes stationiert und diente dort von Oktober 1941 bis April 1942 dem Admiral Nordmeer, Admiral Hubert Schmundt, als Flaggschiff.

## Seekommandanten
Folgende Offiziere hatten den Dienstposten des Seekommandanten Kirkenes inne:
- Fregattenkapitän Adolf Hesse, März 1941 – März 1942
- Konteradmiral Heinz Nordmann, März – September 1942, anschließend Admiral der norwegischen Polarküste
- Konteradmiral Werner Stichling, September 1942 – September 1943
- Vizeadmiral Günther Krause, in Vertretung September – Oktober 1943
- Konteradmiral Clamor von Trotha, Oktober 1943 – September 1944, anschließend Kommandant der Seeverteidigung Bergen
- Kapitän zur See/Konteradmiral Ludolf von Hohnhorst, September – Dezember 1944, ehemaliger Seekommandant Bergen und anschließend Chef des Stabes beim Kommandierender Admiral Norwegen